# Gartenlaube Waltz

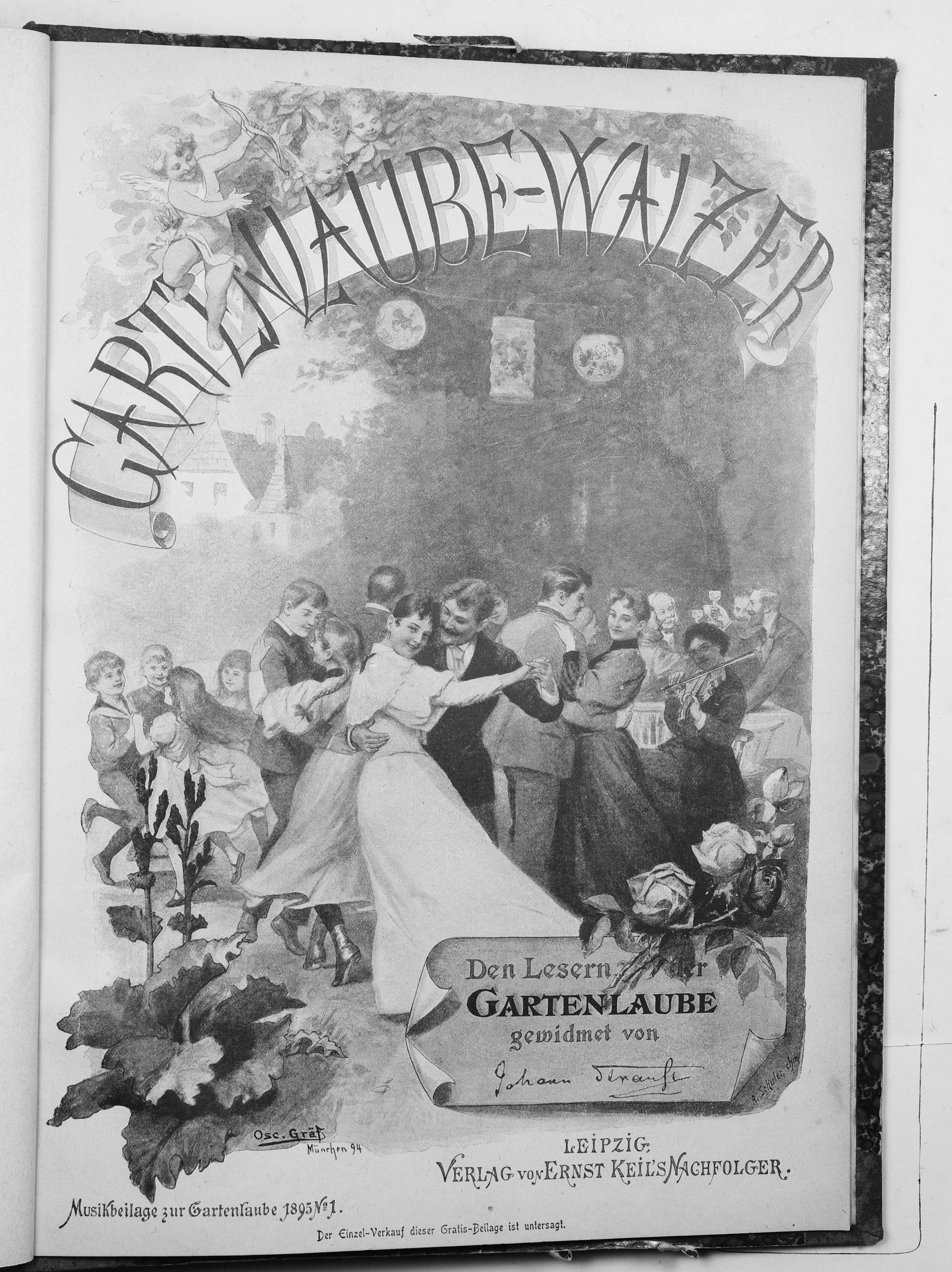
Copertina del "Gartenlaube Waltz", 1895, firmato dal compositore, dalla rivista Die Gartenlaube

Gartenlaube Waltz, Op. 461, è il titolo di un valzer del compositore austriaco Johann Strauss. Il valzer era dedicato ai lettori della rivista Die Gartenlaube, un settimanale tedesco per la classe media, che divenne la rivista più letta negli anni '90 del 1800 in Germania.
Fu eseguito per la prima volta nella Sala d'oro del Musikverein di Vienna il 6 gennaio 1895, diretto dal compositore e alla presenza di compositori tra cui Carl Goldmark, Johannes Brahms e Richard Heuberger. Fu un tale successo che il pubblico chiese  un immediato bis. Fu suonata di nuovo una settimana dopo in un concerto di Eduard Strauss che lo presentò al pubblico londinese nei suoi concerti all'Istituto Imperiale di Kensington, a partire dall'11 maggio 1896.In una "Royal Command Performance" per la regina Vittoria, il 30 maggio 1895 a Buckingham Palace, venne riprodotto con il titolo "Garden-Bower Waltz".